# Acraea lobemba
Acraea lobemba är en fjärilsart som beskrevs av Eltringham 1912. Acraea lobemba ingår i släktet Acraea och familjen praktfjärilar. Inga underarter finns listade i Catalogue of Life.